# Seznam bataljonov Korpusa mornariške pehote Združenih držav Amerike
Seznam bataljonov Korpusa mornariške pehote ZDA.

## Bojno-inženirski
- 1. bojno-inženirski bataljon
- 2. bojno-inženirski bataljon
- 3. bojno-inženirski bataljon
- 4. bojno-inženirski bataljon

## Bojno-logistični
- 1. bojno-logistični bataljon
- 2. bojno-logistični bataljon
- 3. bojno-logistični bataljon
- 4. bojno-logistični bataljon
- 5. bojno-logistični bataljon
- 6. bojno-logistični bataljon
- 7. bojno-logistični bataljon
- 8. bojno-logistični bataljon
- 11. bojno-logistični bataljon
- 13. bojno-logistični bataljon
- 15. bojno-logistični bataljon
- 22. bojno-logistični bataljon
- 24. bojno-logistični bataljon
- 26. bojno-logistični bataljon
- 31. bojno-logistični bataljon
- 46. bojno-logistični bataljon

## Inženirsko-oskrbovalni
- 6. inženirsko-oskrbovalni bataljon
- 7. inženirsko-oskrbovalni bataljon
- 8. inženirsko-oskrbovalni bataljon
- 9. inženirsko-oskrbovalni bataljon

## Izvidniški
- 1. izvidniški bataljon
- 2. izvidniški bataljon
- 3. izvidniški bataljon
- 4. izvidniški bataljon

## Obrambni
- 1. obrambni bataljon
- 2. obrambni bataljon
- 3. obrambni bataljon
- 4. obrambni bataljon
- 5. obrambni bataljon
- 6. obrambni bataljon
- 7. obrambni bataljon
- 8. obrambni bataljon
- 9. obrambni bataljon
- 10. obrambni bataljon
- 11. obrambni bataljon
- 12. obrambni bataljon
- 13. obrambni bataljon
- 14. obrambni bataljon
- 15. obrambni bataljon
- 16. obrambni bataljon
- 17. obrambni bataljon
- 18. obrambni bataljon
- 51. obrambni bataljon
- 52. obrambni bataljon

## Oskrbovalni
- 1. oskrbovalni bataljon
- 2. oskrbovalni bataljon
- 3. oskrbovalni bataljon
- 4. oskrbovalni bataljon

## Padalski
- 1. padalski bataljon
- 2. padalski bataljon
- 3. padalski bataljon
- 4. padalski bataljon

## Specialno-operacijski
- 1. marinski specialno-operacijski bataljon
- 2. marinski specialno-operacijski bataljon
- 3. marinski specialno-operacijski bataljon

## Tankovski
- 1. tankovski bataljon
- 2. tankovski bataljon
- 4. tankovski bataljon

## Vpadni
- 1. marinski vpadni bataljon
- 2. marinski vpadni bataljon
- 3. marinski vpadni bataljon
- 4. marinski vpadni bataljon

## Vzdrževalni
- 1. vzdrževalni bataljon
- 2. vzdrževalni bataljon
- 3. vzdrževalni bataljon
- 4. vzdrževalni bataljon

## Zdravstveni
- 1. medicinski bataljon
- 2. medicinski bataljon
- 3. medicinski bataljon
- 4. medicinski bataljon
- 1. zobozdravstveni bataljon
- 2. zobozdravstveni bataljon
- 3. zobozdravstveni bataljon
- 4. zobozdravstveni bataljon